# Piotr Stach (duchowny)
Piotr Stach (ur. 14 sierpnia 1886 w Ujanowicach, zm. 19 czerwca 1961 w Ujanowicach) – polski duchowny rzymskokatolicki, teolog, biblista, profesor akademicki.

## Życiorys
Ukończył gimnazjum w Nowym Sączu w 1903, a następnie Seminarium Duchowne w Tarnowie w 1911. 29 czerwca 1911 r. przyjął sakrament święceń z rąk bpa Leona Wałęgi. Po święceniach pełnił przejściowo obowiązki wikariusza w Zasowie, by jeszcze w tym samym roku udać się na studia biblijne do Rzymu. W latach 1911–1914 studiował na Papieskim Instytucie Biblijnym. Studia kończy zyskując stopień lektora Pisma Świętego. W tym samym roku dla pogłębienia swojej wiedzy biblijnej odbywa dłuższą podróż do Ziemi Świętej, którą później jeszcze kilkakrotnie nawiedzi w swoim życiu. Po powrocie do kraju na polecenie swoich władz duchownych oddaje się na krótko pracy duszpasterskiej, pełniąc kolejno obowiązki wikariusza w Trzcianie koło Bochni, a potem przy kościele katedralnym w Tarnowie. W 1917 r. uzyskał na Uniwersytecie Jagiellońskim doktorat, a od 1919 r. zaczyna wykładać Pismo Święte Nowego Testamentu na Uniwersytecie Jana Kazimierza we Lwowie. W roku 1920 uzyskał habilitację, a w 1921 został profesorem nauk biblijnych na Wydziale Teologicznym Uniwersytetu Jana Kazimierza we Lwowie. Był kierownikiem Katedry Nowego Testamentu. Był cztery razy wybierany dziekanem tegoż wydziału (m.in. w 1932). W 1934 r. otrzymał od papieża Piusa XI godność prałata domowego. W maju 1938 roku został prorektorem UJK. Ponownie wybrany na rok akademicki 1939/1940.
Po likwidacji Wydziału Teologicznego Uniwersytetu Jana Kazimierza wyjechał ze Lwowa w listopadzie 1939 roku. Przedostał się do Tarnowa. Od 1940 roku przebywał w Kalwarii Zebrzydowskiej, będąc wykładowcą tamtejszego seminarium oo. Bernardynów.
Po zakończeniu wojny od 1946 roku był wykładowcą w macierzystym Seminarium Duchownym w Tarnowie. Równolegle od 1951 do 1954 roku wykładał na Wydziale Teologicznym Uniwersytetu Jagiellońskiego.
Od 1953 zamieszkiwał w Ujanowicach i tam zmarł 19 czerwca 1961 roku.

## Wybrane publikacje
- Nieomylność Chrystusa w kwestii eschatologicznej, Lwów 1920
- Wypędzenie przekupniów ze świątyni, Poznań 1923
- Poselstwo Jana Chrzciciela do Chrystusa w świetle historii egzegezy i krytyki biblijnej, Warszawa 1924
- Św. Augustyn jako biblista, Lwów 1930
- Sobór Trydencki a czytanie Pisma św., Kraków 1948[7]